# Leon Fojcik
Leon Fojcik (ur. 27 lipca 1890 r. w Modzurowie - zm. po 1962) – powstaniec śląski.
Syn Jakuba i Jadwigi ze Staników. Przed 1914 był członkiem chóru "Echo" w Modzurowie. Od 1919 był organizatorem Polskiej Organizacji Wojskowej Górnego Śląska w Modzurowie. Podczas III powstania był dowódcą 3 kompanii dziergowickiej, walczył m.in. Dziergowicami i Starym Koźlem. Dwóch jego braci, Ignacy i Wincenty, również walczyło w dowodzonej przez niego jednostce. Po podziale Śląska zagrożony aresztowaniem nie powrócił do rodzinnej wsi. W niepodległej Polsce mieszkał w Rydułtowach. Był kupcem. Należał do Związku Powstańców Śląskich w Orzeszu.
Po II wojnie światowej powrócił w rodzinne strony.

## Odznaczony
Medal Niepodległości (1938)